# Colegio Universitario de Soria
El Colegio Universitario de Soria, también llamado CUS, fue un colegio dependiente de la Universidad de Zaragoza creado en 1972 y que se disolvió en 1984, integrándose en la Universidad de Valladolid. En la actualidad sigue activo en el Campus Duques de Soria.

## Historia

### Intentos por dotar de Universidad a la ciudad de Soria
Con el desmoronamiento de la Colegiata de San Pedro hacia el año 1543 el obispo Pedro Acosta se reunió con la nobleza de la ciudad y el cabildo y les ofreció cumplir el deseo de trasladar la colegiata al centro de la ciudad. Además pensaba fundar allí una Universidad, como punto de más fácil acceso que el Burgo. Es posible que el obispo pensara construir su propia sede personal allí además de su enterramiento, en una forma encubierta de trasladar la sede obispal de Osma a Soria pero estos se negaron a asumir gastos importantes y el obispo, irritado por lo que describió documentalmente como la pusilanimidad de los sorianos, la reconstrucción de San Pedro en el mismo lugar donde se encontraba pero sin gastos adicionales ni obras complementarias. 
Finalmente la Universidad fue fundada en el Burgo de Osma en 1550 mediante la Bula del Pontífice Julio III. Posteriormente habría numerosos intentos de trasladar la Universidad (además de la sede catedralicia) a la ciudad.

### Centros con cátedras universitarias

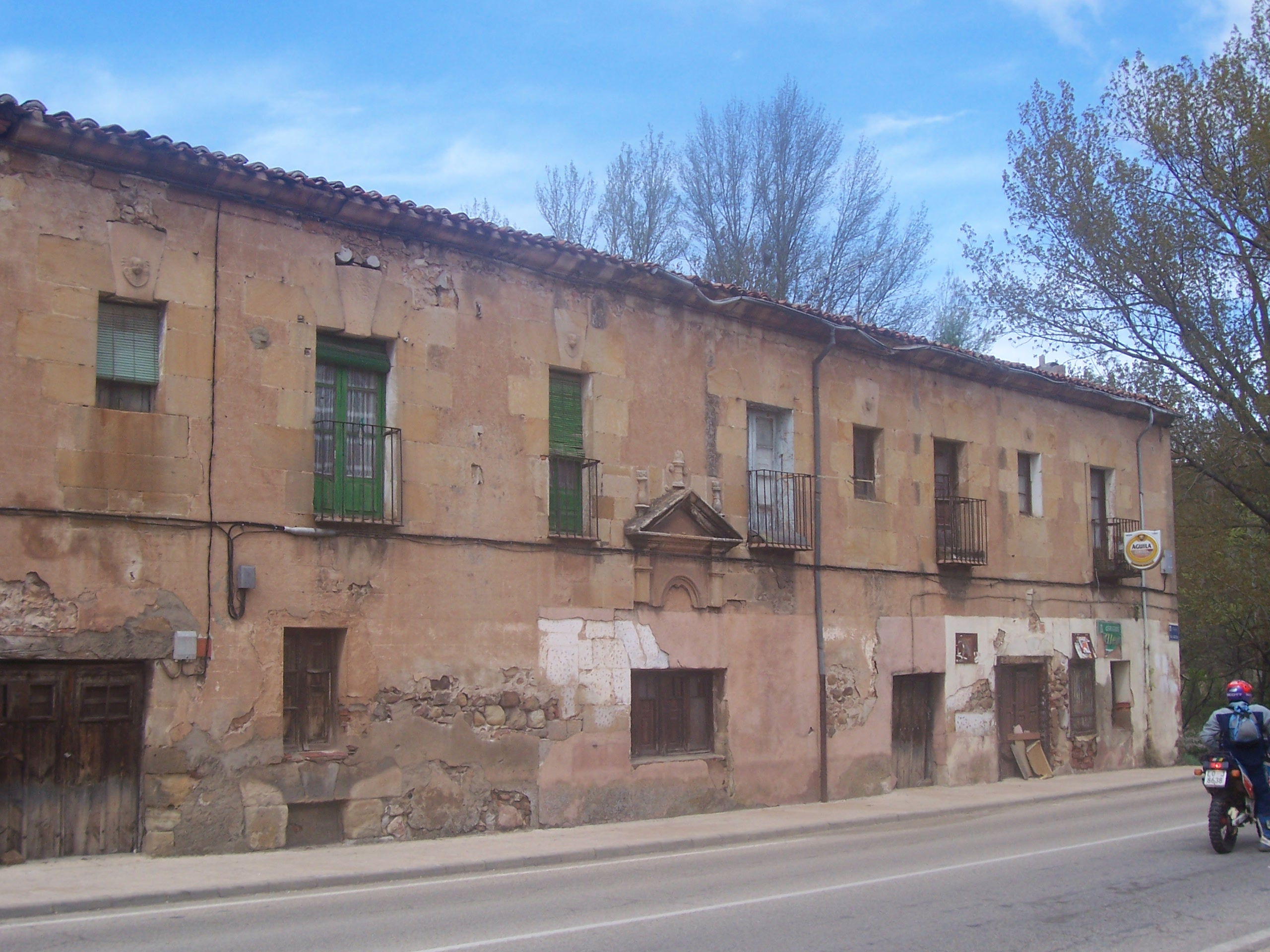
Estado actuald del Convento de San Agustín

Pese a los intentos frustrados de crear una universidad, la ciudad contó con tres importantes centros en los que se impartían diferentes cátedras y a los que asistían hacía el siglo XVII unos 700 alumnos según Nicolás Rabal. El Colegio de la Compañía de Jesús fue cerrado en 1767 y los Conventos de San Agustín y San Francisco demolidos en 1812 por el general José Joaquín Durán. Los franciscanos residieron en la ciudad hasta 1835, año en el que es desamortizado el convento destinándolo a hospital.
 

#### Colegio de San Agustín
En 1522 Rodrigo de Torres funda el Convento o Colegio de San Agustín consagrando su iglesia a Nuestra Señora de Gracia. Se enseñaba desde su fundación Filosofía y Artes, asistiendo a las cátedras según Nicolás Rabal “más de veinte alumnos, algunos otros pensionados y muchos oyentes seglares, movidos por la fama de sus lectores (catedráticos), algunos de los cuales hacían sus nombres célebres en las principales universidades”. En este convento residió como lector de Gramática, entre 1555 y 1556, fray Luis de León.

#### Colegio de la Compañía de Jesús
Don Fernando de Padilla, canónigo Prior del Cabildo de la Catedral de El Burgo de Osma, hijo de Soria, fundó un colegio de su orden al objeto de enseñar Latín y Retórica, agregando luego una cátedra de Teología Moral. El Colegio de la Compañía de Jesús fue inaugurado en 1585. En 1616, según un testigo, acudían más de trescientos estudiantes de la tierra más otros tantos de las villas comarcanas y del reino de Aragón. El centro constaba de cuatro aulas generales donde se enseñaba latín, retórica y teología moral, aulas de primeras letras que sufragaba el ayuntamiento con un sueldo anual de 3200 reales, librería, habitaciones con enfermería y botica, refectorio, despensa y graneros. Así mismo lo cita Pedro Tutor y Malo (1690) destacando la importancia de su fábrica de sus estudios de Artes, Teología, Moral y Gramática y sus hombres distinguidos y conocidos por don Francisco de Mosquera en las universidades de Alcalá, Valladolid y Salamanca, tanto religiosos como seglares.

#### Convento de San Francisco
En el Convento de San Francisco se estableció también hacia 1618 cátedras de Artes y en 1678 se instituyó por contrato con los pueblos de la Ciudad y Tierra de Soria una cátedra de Teología.

### Universidad de Soria

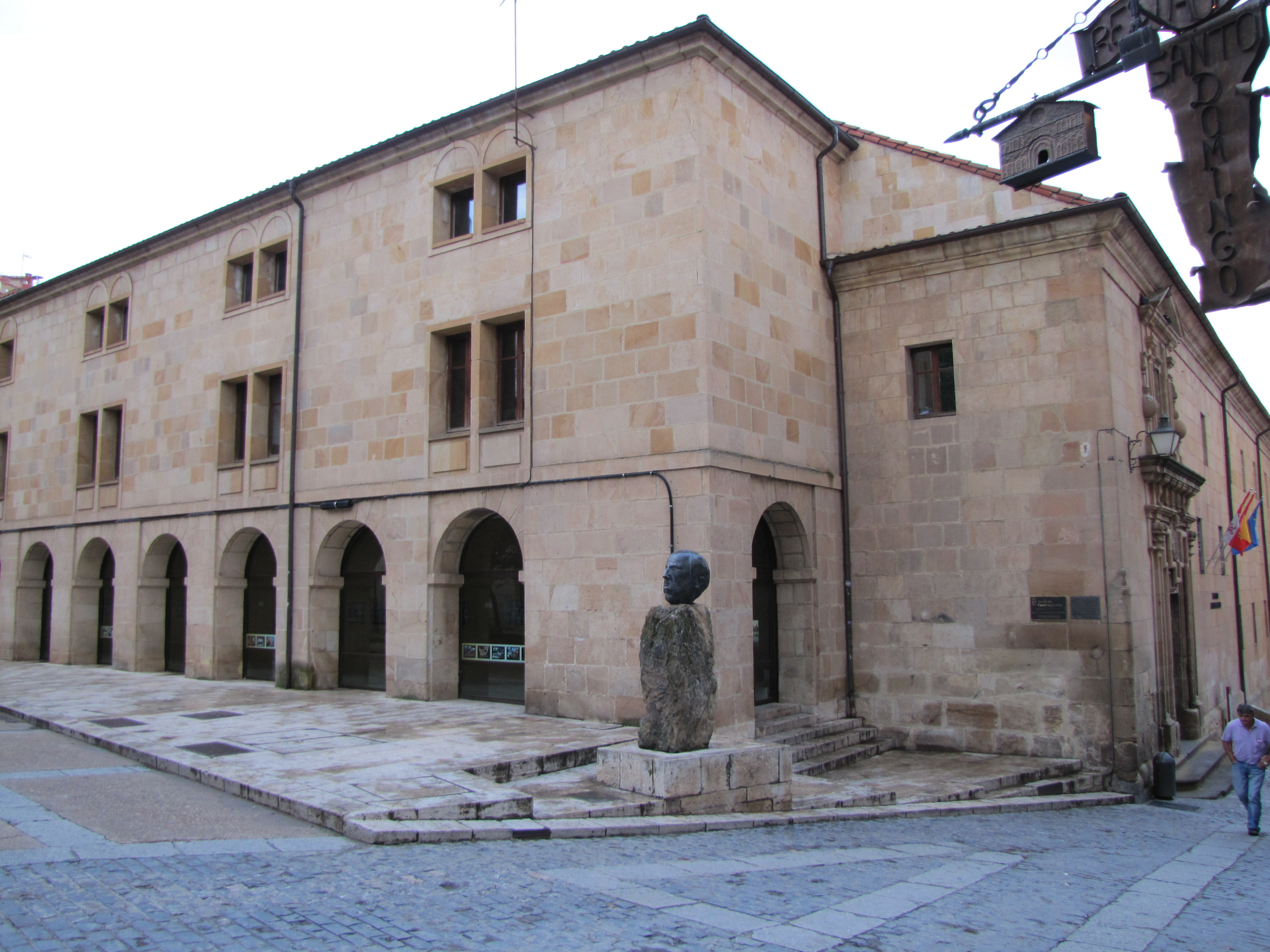
Fachada del Colegio de la Compañía de Jesús, edificio en el que se instaló la Universidad de Soria.

La Universidad de Santa Catalina, tras una vida intensa de casi tres siglos, fue clausurada en el curso 1840-1841, durante el gobierno de Espartero, por la ideología carlista de parte del claustro, frontalmente opuesta al liberalismo del gobierno. Fue entonces cuando la Diputación de Soria, aprovechando esta situación, trasladó la Universidad y, con ella, los libros, documentos y utensilios de la misma, al antiguo colegio de la Compañía de Jesús, en Soria, fundando la Universidad de Soria. Sin embargo su existencia fue efímera pues tras el traslado y según reza la Orden de la Regencia provisional aprobando la traslación fiel Colegio Universidad del Burgo de Osma a la ciudad de Soria: El Colegio-Universidad de Soria se convertirá para el próximo curso escolaren un Instituto provincial de segunda enseñanza, contándose al efecto con las fincas y rentas que pertenecieron al colegio universidad, y arbitrándose por la diputación provincial, previa aprobación del Gobierno, conforme á lo dispuesto en la ley de 28 de julio de 1840 hasta la cantidad de 80,000 reales, mínimum de lo necesario para plantear y sostener un establecimiento de esta clase.
Por lo tanto el intento de traslado que las distintas corporaciones sorianas habían intentado en diversas ocasiones no tuvo el resultado esperado. El traslado de los materiales se hizo con tanta precipitación, que muchos de los libros y documentos se deterioraron o perdieron irremediablemente. Hoy, los restos de la antigua biblioteca se encuentran repartidos principalmente entre el Instituto “Antonio Machado”, que sustituyó a la Universidad de Soria como Instituto Civil de Enseñanza Media, y el Seminario Diocesano de El Burgo de Osma.
En 1841 se creó la Escuela de Maestros (conocida como la “Normal”), que desde entonces ha formado sin interrupción a los profesionales que generación tras generación se han ocupado, con gran reconocimiento, de la enseñanza en las escuelas de Soria y otras provincias de España. En tiempos más recientes, 1965, se creó la Escuela de Ayudantes técnicos sanitarios.

### Colegio Universitario de Soria
La Ley 14/1970 de 4 de agosto permitió la creación del Colegio Universitario de Soria (CUS), en 1972, para impartir el primer ciclo de las Licenciaturas de Medicina y Filosofía y Letras. Este centro, perteneció inicialmente al distrito universitario de Zaragoza. El Colegio Universitario estableció su sede en las dependencias del Hospital de Santa Isabel, antiguo convento de San Francisco, uno de los centros de estudios más importantes de la historia universitaria de Soria.
La Escuela de Maestros fundada en 1841, se integró en 1972 en la Universidad como Escuela Universitaria de Profesorado de Enseñanza General Básica, impartiendo las enseñanzas conducentes a la obtención del título de Maestro, en las especialidades de: Educación Infantil, Educación Primaria y Lengua Extranjera (Inglés y Francés). La Escuela de Ayudantes técnicos sanitarios, fundada en 1965 por el Doctor Juan Sala de Pablo, se convirtió en 1978 en la Escuela Universitaria de Enfermería, integrándose en la Colegio Universitario y cuya sede fue el Hospital Virgen del Mirón. 
En el curso académico 1984-85 se adscribió el Colegio Universitario de Soria a la Universidad de Valladolid, que adquiriría la condición de Integrado en 1987, desapareciendo como tal. La Escuela Universitaria de Fisioterapia se creó en 1990, lo cual constituyó la primera
transformación de los estudios del Colegio Universitario, quedando extinguidos de forma progresiva los estudios de Medicina.
En 1995 se creó la Escuela Universitaria de Estudios Empresariales tomando como sede el antiguo Convento de la Merced y en 1996 se creó la Facultad de Traducción e Interpretacción como transformación de los antiguos estudios de Humanidades del Colegio Universitario. La Escuela Universitaria de Ingenierías Agrarias se creó en 1990 con el título de Ingeniero Técnico Agrícola y la especialidad en Explotaciones agropecuarias, y en 1995 se implantó la especialidad de Explotaciones forestales.
En 2006 se produjo el traslado de todas las titulaciones a los nuevos módulos del Campus Universitario Duques de Soria.